# الحجار (بني مطر)

تعديل مصدري - تعديل

الحجار هي إحدى قرى عزلة بني قيس بمديرية بني مطر التابعة لمحافظة صنعاء، بلغ تعداد سكانها 233 نسمة حسب تعداد اليمن لعام 2004.